# Атака Берлина отрядами Чернышёва и Теттенборна (1813)
Атака Берлина отрядами Чернышёва и Теттенборна — спланированное нападение отрядов русской армии генерал-адъютанта А. И. Чернышёва и полковника Ф.-К. Теттенборна на французский гарнизон города Берлина под командованием маршала Ожеро 20 февраля 1813 года.

## Предыстория
Согласно договорённости, достигнутой 30 декабря 1812 года, прусский корпус генерала Йорка объявлялся нейтральным и «более не препятствовал проведению операций русской армии» на территории Пруссии. Земли к востоку от Вислы оказались под контролем Александра I . Началась немедленная мобилизация ресурсов Восточной Пруссии для победы над Наполеоном. Время ценилось более всего. Конец 1812 года, зима и начало весны 1813 года ознаменовались «соревнованием между Наполеоном и Александром I» в скорости мобилизации подкреплений «и их доставки на германский театр военных действий» .
В январе 1813 года Чернышёв в докладной записке Кутузову писал, что «нельзя было терять ни минуты: французские гарнизоны должны быть подвергнуты атакам, пока они ослаблены и сбиты с толку; нельзя было дать им возможность восстановить силы». Он предлагал сформировать мобильные кавалерийские отряды для действий в глубоком тылу армии Наполеона. Проведённая рекогносцировка показала, что пути, ведущие к Одеру на Берлин открыты. Инициатива Чернышёва была одобрена Главной квартирой. Были сформированы отряды под командованием Чернышёва, Бенкендорфа , Теттенборна.

## Подготовка атаки и её реализация
17 февраля отряд генерала Чернышёва форсировал Одер в 20 верстах ниже Кистрина . В то же время отряд Бенкендорфа переправился через Одер у Франкфурта, а отряд Теттенборна у Шведта. Удачно действуя, отряд Чернышёва достиг Врицена и соединился с отрядом Теттенборна. Условились совместно действовать и в ночь на 21 февраля атаковать берлинский гарнизон маршала Ожеро с 6 000 чел. в том числе с малочисленной кавалерией (500 чел.) и 40 орудиями. 20 февраля, отряды подошли к Панкову и на путях к Берлину расставили пикеты. Однако, днём отряд французской кавалерии вышел из города и напал на пикеты.

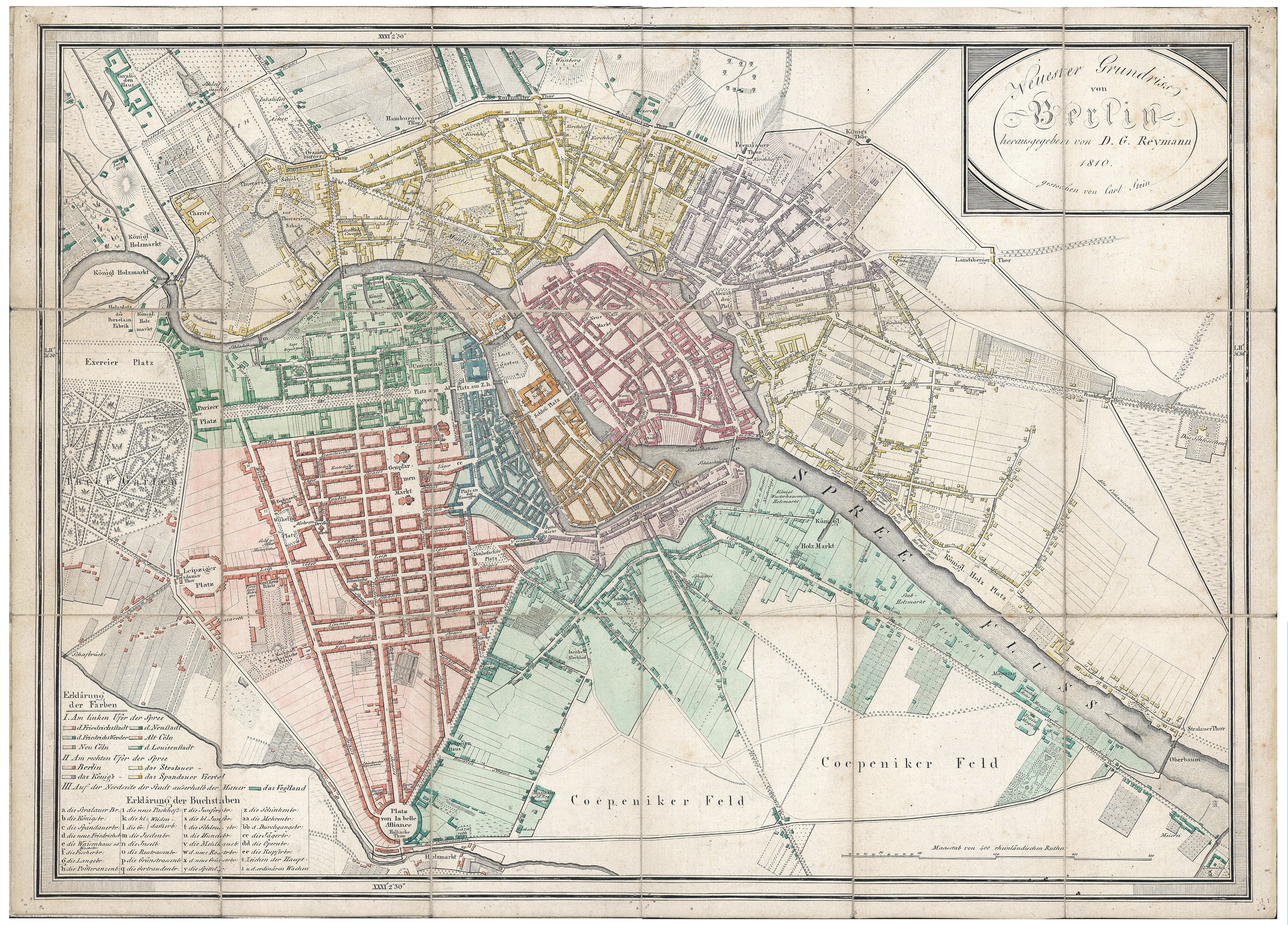
План Берлина. 1810 год

Теттенборн с казачьим полком Коммисарова предпринял резкую атаку на неприятеля, «опрокинул» французов и на «их плечах» ворвался в Берлин. Появление русских войск вызвало «неописуемую» панику. Чернышёв подвёл к стенам Берлина оставшиеся полки и у Ораниенбургской заставы картечью рассеял неприятеля, готового обойти Теттенборна. Через Гамбургскую заставу Чернышёв послал на помощь Теттенборну бригаду полковника Ефремова, а через Королевскую заставу казачий полк Грекова. Кавалеристы промчались по улицам города до реки Шпрее. Однако, не имея возможности удержаться, вынуждены были покинуть город. В результате атаки противник понёс ощутимые потери в живой силе. Были пленены 6 штаб-офицеров, 12 обер офицеров и 600 нижних чинов. Теттенборн отступил к Ораниенбургу. Полковник Власов отошёл к Шарлоттенбургу и занял дорогу к Потсдаму. Вице-король Эжен де Богарне, узнав о переправе русских войск, решил укрепить гарнизон Берлина и направил из Франкфурта 4-й итальянский конно-егерский полк (1000 чел.). 22 февраля 1813 года полк у Мюнхеберга был настигнут отрядом Бенкендорфа и «совершенно уничтожен». Там же отряд Бенкендорфа соединился с отрядами Чернышёва и Теттенборна. Объединённые войска численностью в 4000 чел. кавалерии получили возможность «занять пути к городу и держать неприятеля в постоянной блокаде». В донесении Чернышёв писал, что при поддержке горожан итог боя мог быть иным. Однако, последние «были удержаны в повиновении французской городской полицией».

## Итог нападения
Была пресечена попытка вице-короля удержать Берлин и создать оборонительную линию на Одере — плацдарм для нападения армии Наполеона на Герцогство Варшавское. 4 марта 1813 года отряд генерал-адъютанта Чернышёва первым вошёл в Берлин. За ним — авангард армии Витгенштейна.